# Grapevine (dança)
A grapevine é um passo de dança em danças à dois, com variações em danças de salão e folclóricas, feito pela alternância da segunda e da quarta posição dos pés.
Inclui passos laterais e passos ao longo do pé de apoio. O passo é usado no foxtrot, polca, electric-slide, hustle, aeróbica (estilo livre).
Troy e Margaret West Kinney descreveram o este passo em 1914 como parte da dança one-step.

## Características
A sequência de etapas mais básica pode ser;
- Passo lateral,
- Fique atrás do pé de apoio,
- Passo lateral,
- Passe pelo pé de apoio.

Toda a sequência está na mesma direção, onde um pé da uma passada lateralmente em linha reta seguido pelo outro que vai da posição anterior para a posterior. A chegada dos pés na posição semelhante à quarta posição é pontuada por uma ligeira inclinação. O casal executa na posição do abraço fechado, onde o condutor executa de modo inverso a conduzida (espelhado), iniciando com o pé esquerdo.
Em algumas danças (como por exemplo foxtrot e polca) é uma figura de oito contagens, muitas vezes dividida em duas partes, espelhando-se uma à outra sendo chamado de "grapevine à direita" e "grapevine à esquerda".
1. Dê um passo à direita
2. Dê um passo com o pé esquerdo para a direita, cruzando por trás do pé direito
3. Dê um passo à direita
4. Toque a esquerda contra a direita
5. Dê um passo à esquerda
6. Dê um passo com o pé direito para a esquerda, cruzando por trás do pé esquerdo
7. Dê um passo à esquerda
8. Toque da direita contra a esquerda